# Jungfruskosläktet
Jungfruskor (Pleione) är ett växtsläkte  inom familjen orkidéer. Det beskrevs av David Don.

## Utbredning
Släktet härstammar från östra Asien. Flera av dess arter odlas som krukväxter.

## Arter
Släktet har 25 giltiga arter:
- Pleione albiflora
- Pleione arunachalensis
- Pleione aurita
- Pleione autumnalis
- Pleione bulbocodioides
- Pleione chunii
- Pleione coronaria
- Pleione dilamellata
- Pleione formosana (jungfrusko)
- Pleione forrestii
- Pleione grandiflora
- Pleione hookeriana
- Pleione hui
- Pleione humilis
- Pleione jinhuana
- Pleione kaatiae
- Pleione limprichtii (purpurjungfrusko)
- Pleione maculata
- Pleione microphylla
- Pleione pleionoides
- Pleione praecox
- Pleione saxicola
- Pleione scopulorum
- Pleione vietnamensis
- Pleione yunnanensis

### Hybridarter
Släktet har åtta namngivna hybrider:
- Pleione × baoshanensis (P. albiflora × P. yunnanensis)
- Pleione × christianii (P. forrestii × P. yunnanensis)
- Pleione × confusa (P. albiflora × P. forrestii)
- Pleione × kingdonwardii (P. bulbocodioides × P. humilis)
- Pleione × kohlsii (P. aurita × P. forrestii)
- Pleione × lagenaria (P. maculata × P. praecox)
- Pleione × maoershanensis (P. hookeriana × P. pleionoides)
- Pleione × taliensis (P. bulbocodioides × P. yunnanensis)